# 貝雷斯托韋 (別爾江斯克區)
47°7′49″N 36°48′16″E / 47.13028°N 36.80444°E
貝雷斯托韋（烏克蘭語：Берестове）是位於烏克蘭東南部的村莊，由扎波羅熱州別爾江斯克區的貝雷斯托韋市鎮負責管轄。該村處於貝雷斯托瓦河畔，始建於1801年，面積16.01平方公里，海拔高度100米。